# En på miljonen
För andra betydelser, se En på miljonen (olika betydelser).
En på miljonen är en svensk dramakomedi från 1995 av Måns Herngren och Hannes Holm, med bland andra Tomas von Brömssen, Ulla Skoog och Gösta Ekman i huvudrollerna. Filmen handlar om arbetslöshet och hanteringen av den. Filmen kan även ses som en kommentar till tidens lågkonjunktur och bankkris. Flera kända personer gör cameoframträdanden i filmen, bland andra statsminister Ingvar Carlsson, programledarna Leif "Loket" Olsson, Hasse Aro och John Chrispinsson. Filmen skildrar hur livet inte alltid blir som man tänkt sig eller först kan tro men utdelar även svidande kritik mot 1990-talets arbetsmarknadspolitik och förtidspensions-iver.

## Handling
Torsten Södergren (Tomas von Brömssen) jobbar på bank och lever ett typiskt villaförortsliv tillsammans med sin fru Berit (Ulla Skoog), men på grund av nedskärningar får han sparken efter trettio år som anställd. Samma kväll vinner hans granne (Per Fritzell) 3 miljoner på Bingolotto, något som bidrar till att Torsten blir mer deprimerad över sin arbetslöshet. Han bestämmer sig för att iscensätta ett rån på banken han jobbat på. Tanken är att han ska spela hjälte och förhindra rånet, så att det ska leda till att hans chef, direktör Callert (Gösta Ekman), återanställer honom. Torsten erbjuder sin son och sin dotters fästman tusen kronor för att spela rånare, genom att säga att de anställda på banken ska ha en övning i just bankrån. Men allt går snett, Torsten lyckas inte stoppa rånarna och hamnar ännu längre ifrån att få sitt jobb tillbaka. Rånbytet lyckas han dock av misstag ta med hem, i en väska som snabbt hamnar i familjens garderob. Arbetslösheten driver Torsten till Arbetsförmedlingen, där han träffar den positiva arbetsförmedlaren Jesus (Pablo Vera Nieto). Han börjar gå på kurser där men får ändå inget nytt jobb trots sin långa livserfarenhet, vilket leder till att han blir allt mer deprimerad. Torsten är på väg att ge upp när han vid sitt eget självmordsförsök upptäcker de av misstag undangömda pengarna. Pengarna återlämnar han till banken i smyg (genom att gömma dem i ett blankettskåp) och får även genom viss utpressning tillbaka jobbet. Bankdirektören avskedas men när denne får reda på att det är Torsten som "rånat" banken blir han vansinnig och skapar en scen där det ser ut som om Torsten försökte mörda sin före detta chef. Allt kommer nu fram i dagen och Torsten ställs inför rätta. När han berättar hela historien och anger sina skäl för det påhittade rånet blir han nationalhjälte och en symbol för arbetslöshetens hopplöshet. Torsten frikänns och skriver en bok om sina öden vilken blir en stor succé. Filmen slutar med att han, åter som en lycklig människa, firar sin dotters bröllop medan den lottovinnande grannen sitter utblottad på taket till sitt hus, övergiven av såväl fru och barn som älskarinna.

## Rollista
- Tomas von Brömssen - Torsten Södergren
- Ulla Skoog - Berit Södergren
- Gösta Ekman - direktör Callert
- Lars Engström - styrelseordförande i banken
- Jonas Ternstrand - Crille, Torstens och Berits son
- Vanna Rosenberg - Cissi, Torstens och Berits dotter
- Jacob Ericksson - Elias, Cissis fästman
- Pablo Vera Nieto - Jesus, arbetsförmedlare
- Per Fritzell - Roffe, granne
- Peter Rangmar - psykolog på arbetsförmedlingen
- Kerstin Hellström - Märta, Roffes fru
- Tintin Anderzon - Jeanette Karlsson, bankanställd
- Göran Ragnerstam - Eskil Björk, fackrepresentant
- Christina Stenius - Ingrid, arbetsförmedlare
- Henric Holmberg - poliskommissarien
- Dan Sjögren - Torsten Svensson
- Gerd Hegnell - AMU-dam
- Maria Hedborg - väktaren
- Johan Wahlström - Magnusson, husmäklare
- Leif "Loket" Olsson - Programledare för Bingolotto
- Hasse Aro - Programledare för Efterlyst
- Ingvar Carlsson - Sig själv
- Agneta Sjödin - Sig själv i Nyhetsmorgon
- John Chrispinsson - Sig själv

## Mottagande
Filmen blev nominerad till två guldbaggar för bästa film och bästa manus. Recensionerna var positiva, Lars Lindström på Expressen kallade filmen för "en ironisk fullträff" och Mårten Blomkvist på DN tyckte att filmen hade "ett av de roligaste och mest intelligenta svenska komedimanusen på länge".